# Aphaenogaster nana
Aphaenogaster nana é uma espécie de inseto do gênero Aphaenogaster, pertencente à família Formicidae.